# Museu de Belas Artes de Budapeste
O Museu de Belas Artes de Budapeste (Szépművészeti Múzeum) é um museu na cidade de Budapeste, na Hungria. Foi construído entre 1900 e 1906. A coleção do museu é composta de arte internacional (não húngara), incluindo todo os períodos da arte da Europa, com mais de 100 000 peças. Há seis seções: arte egípcia, arte antiga, escultura antiga, pinturas antigas, coleção moderna e coleção gráfica. 
O museu tem a segunda maior coleção de arte egípcia da Europa. É composta principalmente por objetos do arqueólogo húngaro Eduard Mahler nos anos de 1930. Outras escavações no Egito adicionaram mais artefatos à coleção. A seção de arte antiga contém artefatos da Grécia e Roma. Há também uma coleção de artefatos do Chipre e da Civilização Micénica.
A pintura da Europa do século XIII ao XVIII é documentada em 300 quadros. Obras importantes incluem as de Rafael, Giambattista Pittoni, Rembrandt, Albrecht Dürer, Pieter Brueghel,  El Greco, Velasquez e Goya. Na seção de esculturas antigas, uma obra preciosa: uma pequena estátua equestre de Leonardo da Vinci. Na seção gráfica, há 10 000 desenhos e 100 000 xilogravuras de Leonardo da Vinci, Rembrandt, Goya e acquatints francesas.
A coleção de arte do século XIX e XX inclui Eugène Delacroix, Camille Corot,Gustave Courbet, Édouard Manet, Claude Monet, Camille Pissaro, Pierre-Auguste Renoir, Henri de Toulouse-Lautrec e esculturas de Auguste Rodin e Constantin Meunier.
O museu também apresenta uma seção chamada Museu Vasarely, em homenagem a Victor Vasarely, famoso artista húngaro que doou uma grande quantidade de obras ao museu. 